# Dothidotthia
Dothidotthia — рід грибів родини Botryosphaeriaceae. Назва вперше опублікована 1918 року.

## Класифікація
До роду Dothidotthia відносять 11 видів:
- Dothidotthia andersonii
- Dothidotthia aspera
- Dothidotthia celtidis
- Dothidotthia diapensiae
- Dothidotthia fruticola
- Dothidotthia lasioderma
- Dothidotthia melanococca
- Dothidotthia quercicola
- Dothidotthia ramulicola
- Dothidotthia scabra
- Dothidotthia symphoricarpi